# Miss Mundo 2005

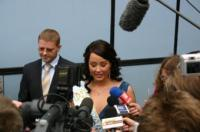
Unnur Birna Vilhjálmsdóttir sendo entrevistada após ganhar o Miss Mundo.

O 55º Miss Mundo aconteceu em 10 de dezembro de 2005 no Crown of Beauty Theater em Sayna, China. A vencedora foi Unnur Birna Vilhjálmsdóttir, da Islândia.